# Jednogrba deva
Jednogrbe deve, dromedari a ponekad i arapske deve (lat. Camelus dromedarius) je vrsta sisavaca iz roda deva starog svijeta u porodici deva (Camelidae). Odomaćene, rasprostranjene su velikim dijelovima Afrike i Srednjeg istoka kao tegleće i jahaće životinje, no u svom izvornom divljem obliku su izumrle. Njihovo izvorno ponašanje u divljini može se danas sresti još jedino na uvezenim pa podivljalim dromedarima u Australiji.
Jednogrbe deve su najbolje poznati članovi porodice deva. Za razliku od baktrijskih odnosno dvogrbih deva, dromedari, kako im i ime govori, imaju samo jednu grbu.

## Osobine

### Općenito
Od najsrodnije vrste, dvogrbe deve, razlikuju se već na prvi pogled jer imaju samo jednu grbu. Tijelo im može biti dugo od 225 do 345 cm, visina u ramenima kreće se od 180 pa do 230 cm, a mogu doseći težinu od 300 pa do 700 kilograma. Rep im je, s dužinom od oko 50 cm, relativno kratak. Boja njihovog krzna najčešće je boje pijeska, no mogu biti i drugačije, od gotovo bijele do krajnje tamno smeđe. Dromedari, u odnosu na baktrijske, imaju relativno kratku dlaku, nešto dužu i tamniju na grbi, vratu i ramenima.
Suprotno većini drugih parnoprstaša koji se oslanjaju na vrhove prstiju "obučene" u kopito, deve dodiruju tlo predzadnjim i zadnjim člancima prstiju. Nemaju kopita nego samo savijene nokte koji štite samo prednji rub stopala. Prsti se oslanjaju na elastične "jastučiće" od vezivnog tkiva koji tvore široko, žuljevito stopalo. Po dva prsta (treći i četvrti) čine središnju os, dok su ostali prsti potpuno zakržljali. Pored toga, deve se kreću izmjenično podižući lijevi odnosno desni par noge istovremeno, zbog čega se u hodu izraženo ljuljaju.
Životinje imaju dugačak, savijen vrat i izduženu, relativno malu glavu. Gornja usna im je rascijepljena, a radi zaštite od oluje oči imaju dvostruki red dugih trepavica i obrva, a nosnice su dva proreza koje u pješčanoj oluji mogu zatvoriti. Želudac im, kao kod svih deva, ima više odjeljaka što olakšava probavu biljne hrane, a za razliku od preživača u želucu imaju žlijezde.

### Pohranjivanje hrane i vode
Kako bi mogle prelaziti prostore bez vode i hrane, deve su bile prisiljene razviti načine za njihovo pohranjivanje.  U grbama pohranjuju masti čije naknadno korištenje omogućuje životinjama, da izdrže do 30 dana bez hrane. Zalihu vode, koja se kreće oko 100 do 150 litara i dovoljna je da životinja izdrži 2 tjedna bez pića, spremaju u svom želučanom sustavu. Kod popunjavanja zalihe vode, deve starog svijeta pokazuju zapanjujuću sposobnost da u roku od 10 minuta mogu popiti i "spremiti" više od 100 litara. U vrijeme dok ne pije vodu, bez posljedica po zdravlje dromedari mogu izgubiti i do 25% tjelesne težine, a zatim u roku od 10 minuta, pijenjem ponovo vratiti tjelesnu težinu izgubljenu znojenjem.

### Tjelesna temperatura
Kao i druge toplokrvne životinje, i dromedari sprječavaju eventualno pregrijavanje tijela u principu isparavanjem vode (znojenjem). Kako bi pri tome neizbježan gubitak vode smanjile na najmanju moguću mjeru, ove deve su,  kao prilagodbu na svoj okoliš, razvile dodatne osobine. Tu spada prije svega sposobnost, neobična za toplokrvne životinje, da do određene mjere promjene vlastitu tjelesnu temperaturu. Deva može noću, bez da zato mora
isparavi vodu, toplinsku energiju prenijeti direktno na hladni noćni zrak i tako sniziti tjelesnu temperaturu na 34 °C. Tijekom dana, temperatura im se polako penje do 41,7 °C što za životinju od 500 kg čini količinu topline od oko 12.000 kJ (oko 3000 kcal). Za odvod iste količine topline isparavanjem vode, teorijski bi životinja trebala potrošiti oko 5 litara, no u stvarnosti bi bila potrošena veća količina od teorijski predviđene. Ovu naročitu sposobnost reguliranja tjelesne temperature deva koristi samo u slučaju nedovoljne raspoložive količine vode. Ako ima dovoljno vode, deva održava stalnu tjelesnu temperaturu.
I krzno pomaže devama u štednji vode. Snažno dnevno sunčevo zračenje većim dijelom apsorbira vanjski sloj krzna.  Pri tome se vanjski sloj zagrije na temperaturu koja je viša od temperature okolnog zraka, pa dio toplotne energije prelazi na okolni zrak. Ostatak toplinske energije, zbog toplotne izolacije donjih dijelova krzna, samo polagano može doprijeti do tijela deve. Ako sunčevo zračenje dolazi direktno na kožu životinje, mora se snažnije hladiti kako bi zadržala podnošljivu temperaturu. Zbog toga, ošišane deve troše oko 50% više vode na znojenje od neošišanih.
Deve su razvile još jedan mehanizam za minimiranje potrošnje vode. Urin deva je vrlo koncentriran, a u završnom dijelu debelog crijeva izvlači se voda iz izmeta do mjere, da se izmet, navodno, može odmah bez dodatnog sušenja koristiti kao gorivo.
Ove neobične osobine deva navele su ljude i na pretpostavke, da one raspolažu i drugim osobinama, kao da se hlade izdahnutim zrakom ili da se eritrociti deva mogu povećati 200 puta radi spremanja vode. To nije točno, no točno je da sluznicom u nosu iz izdahnutog zraka apsorbiraju paru. Pored toga, vjerovalo se, da se eritrociti deva, koji imaju ovalni oblik, mogu rastegnuti za oko 200 do 250°svoje veličine. Niti to nije točno. Ovakav oblik eritrocita samo omogućuje lakšu cirkulaciju krvi u specifičnim uvjetima.

## Rasprostranjenost
Jednogrbe deve kao domaće životinje žive u cijeloj Sjevernoj Africi, na Rogu Afrike i u jugoistočnoj Aziji od prednje Azije do Indije. Krajnjom južnom granicom njenog rasprostiranja smatra se od prilike 1° južne širine, dok je sjeverna granica u Turkestanu, gdje se, kao i u Maloj Aziji, pojavljuje zajedno uz dvogrbe, baktrijske deve. Dovedena je na Balkan i na Kanarske otoke. Od oko 1840. pa do 1907. ljudi ju dovode kao korisnu životinju u Australiju. Potomci tih životinja, dijelom odbjeglih, dijelom, nakon što ih ljudi više nisu trebali, puštenih u divljinu, do danas žive u središnjim dijelovima Australije. Ova grupa, čija se brojnost procjenjuje vrlo različito, od 50.000 pa sve do više od milijun, jedina je populacija ove vrste koja danas živi u divljini, bez nadzora ljudi. Iz jednakih razloga na jugozapadu SAD-a postojala je populacija dromedara koja je živjela u divljini, no one su izumrle početkom 20. stoljeća.

## Način života

### Socijalno ponašanje
Dromedari su dnevno aktivne životinje. Kad žive poluslobodno, okupljaju se najčešće u haremske skupine s jednim mužjakom i nekoliko ženki s mladuncima. Nedorasli mužjaci, potjerani iz haremske skupine, često se okupljaju u grupe koje nisu dugovječne. Ponekad unutar grupe dolazi do borbi oko vodeće uloge u njoj. Mužjaci se pri tome međusobno grizu i udaraju nogama.

### Hrana
Kao sve deve, i ova je biljojed koji se hrani svim vrstama biljki, i bodljikavim i slanim. Hranu gutaju gotovo nesažvakanu. Takva, prvo dolazi u prednji dio želuca da bi bila konačno provarena tek nakon preživanja. Ovim procesom nalikuju na preživače (Ruminantia), no zoološki gledano, ne uvrštava ih se u tu skupinu. Probavni sustav deva razvio se nezavisno od onog kod preživača, što je vidljivo, između ostalog, i po tome, da u prednjem odjeljku želuca imaju žlijezde.

### Razmnožavanje
Parenje se najčešće odvija zimi, no povezano je s kišnim razdobljem. Gestacija traje 360 do 440 dana, a uobičajeno je da ženka donosi na svijet samo jedno, vrlo rijetko dva mladunca. Novorođeni mladunci su potrkušci, što znači da već nakon par sati mogu hodati i trčati. Majka se o podmlatku brine dvije godine. Doji ga godinu do godinu i pol, no još neko vrijeme brine o njemu. Dvije godine od jednog, ženka koti sljedećeg mladunca.
Spolna zrelost kod ženki nastupa u dobi od tri, a kod mužjaka četiri do šest godina. Očekivana životna dob procjenjuje se na oko 40 do 50 godina.

## Drugi projekti
|  | Zajednički poslužitelj ima stranicu o temi Jednogrba deva |
|  | Wikivrste imaju podatke o taksonu Jednogrboj devi         |